# Хромафінні клітини
Хромафінні клітини (феохромні клітини або феохромоцити) — нейроендокринні клітини мозкової речовини надниркової залози і парагангліїв. Ембріональним джерелом хромафінних клітин служить нервовий валик. Назва цих клітин походить від слів «хром» и лат. affinus — «споріднений»: клітини контрастно забарвлюються солями хрома. Термін бул введений Альфредом Коном (Alfred Kohn) на межі 19 і 20 століть.
Хромафінні клітини мозкової речовини надниркової залози інервуються черевним нервом і виділяють гормони адреналін, норадреналін і енкефалін в кровотік. Це обумовлює їхню ключову роль в реакції «бий або біжи». Кожна клітина містить близько 30000 хромафінних гранул, заповнених цими гормонами.
При вирощуванні хромафінних клітин в культурі, у них з'являються аксоноподібні відростки, що свідчить про їхню близьку спорідненість з нейронами.

### Зображення, фотографії
- Коричневе фарбування хромафінних клітин солями хромової кислоти